# Gonia bimaculata
Gonia bimaculata är en tvåvingeart som beskrevs av Christian Rudolph Wilhelm Wiedemann 1819. Gonia bimaculata ingår i släktet Gonia och familjen parasitflugor. Inga underarter finns listade i Catalogue of Life.